# Solid Ground
Solid Ground — сьомий студійний альбом англійської групи Smokie.

## Композиції
1. Jet Lagged - 2:59
2. I'm In Love With You - 3:27
3. Everything A Man Could Need - 5:14
4. My Woman Don't Like Rock 'N' Roll - 2:20
5. Take Good Care Of My Baby - 3:23
6. Rock 'N' Roll Woman - 4:14
7. Your Love Is So Good For Me - 4:06
8. Long Time Coming - 4:16
9. Melody Goes On - 2:26
10. Songs - 2:24

## Склад
- Кріс Норман - вокал, гітара
- Алан Сілсон - гітара
- Террі Аттлі - басс-гітара
- Піт Спенсер - ударні